# Campionati italiani FISDIR di atletica leggera 2019
I XI campionati italiani FISDIR di atletica leggera si sono svolti a Macerata, presso lo Stadio Helvia Recina, tra il 15 e il 16 giugno 2019.
Sono stati assegnati vari titoli italiani in altrettante specialità e sono anche stati stabiliti dei nuovi record nazionali.

## Nuovi record nazionali

### Femminili
| Specialità            | Prestazione       | Atleta          | Società            |
| --------------------- | ----------------- | --------------- | ------------------ |
| 800 m piani           | 2'34"79           | Laura Dotto     | Oltre ASD ONLUS    |
| Salto triplo          | 6,89 m (+0,2 m/s) | Serena Bettin   | Trevisatletica     |
| Marcia 3000 m (pista) | 17'23"16          | Clarissa Frezza | Acli III Millennio |

### Maschili
| Specialità                   | Prestazione       | Atleta                                                              | Società                  |
| ---------------------------- | ----------------- | ------------------------------------------------------------------- | ------------------------ |
| 400 m ostacoli               | 1'06"15           | Andrea Mattone                                                      | ASHD Novara              |
| Staffetta 4×100 metri (club) | 47"62             | Gaetano Schimmenti, Gabriele Brengola, Adolf Agyemang, Ruud Koutiki | ASC Anthropos Civitanova |
| Salto triplo                 | 11,45 m (0,0 m/s) | Andrea Mattone                                                      | ASHD Novara              |
| Getto del peso               | 11,00m            | Alessio Talocci                                                     | ASD Fara Atletica        |
| Lancio del disco             | 31,14m            | Alessio Talocci                                                     | ASD Fara Atletica        |